# فلیکسلوندیا
فلیکسلوندیا (به پرتغالی: Felixlândia) یک منطقهٔ مسکونی در برزیل است که در میناز ژرایس واقع شده‌است. فلیکسلوندیا ۱٬۵۵۳ کیلومتر مربع مساحت و ۱۵٬۴۳۳ نفر جمعیت دارد.